# Individualanarkism
Individualanarkism är en av de två klassiska anarkistiska riktningarna; social anarkism är den andra.

## Bakgrund
Precis som för socialanarkismen, bekämpas klassamhället och kapitalismen såväl som staten, religionen och auktoriteter i stort. Men istället för idealiserandet av kollektivet betonar de flesta individualanarkister individen som samhällets bas, varvid de skiljer sig rent organisatoriskt från socialanarkisterna. 
Vidare tror de, till skillnad från socialanarkisterna, på den fria marknaden. Den fria marknad som åsyftas är inte den samma som den kapitalistiska, utan en marknad utan ränta, patent och statliga regleringar, även kallad mutualism. Mutualismen är således individualanarkismens ekonomiska system. Som i fallet med andra socialistiska riktningar baseras ideologin på arbetsvärdeteorin.
Visionen är, för flertalet, att samhället gradvis skall förändras inifrån genom byggandet av alternativa ekonomier, s.k. gradualism, så att våldsamma revolutioner kan undvikas. Individualanarkismen har en vidd från den mer sociala mutualismen av Proudhons snitt via Tuckers individuella mutualism till Stirners strängt egocentrerade anarkistiska version. Inom tankefältet finns pacifister, gradualister, revolutionära och nihilister. 
Inriktningens företrädare har många gånger setts som avfällningar från socialismen, trots att deras idéer, speciellt Proudhons, ligger till grund för socialanarkismen genom de federalistiska organisationsprinciperna. 
Många individualanarkister kallar sig inte socialister på grund av förtryck som statssocialismen utövat, men i praktiken är de socialister eftersom de har samma slutmål som övriga riktningar, nämligen klassamhällets upplösning. Misstron mot såväl dogmer som elitism är påtaglig i individualanarkismen, därmed också mot stora delar av vänsterrörelsen.
Betydande historiska tänkare inom individualanarkismen är William Godwin, Pierre-Joseph Proudhon, Max Stirner och Benjamin Tucker. Kevin Carson är en nutida individualanarkist som bl.a. skrivit den första mutualistiska och anarkistiska kritiken av den politiska ekonomin på 100 år Studies in Mutualist Political Economy (2007).

## Historia
William Godwin anses vara den första tänkare som filosofiskt drog upp konturerna för anarkismen, även om han själv inte kallade sig för anarkist.
Under 1830-talet utvecklades den praktiska anarkismen av Josiah Warren i USA, och något senare av Proudhon i Frankrike. I Tyskland utvecklades den filosofiska anarkismen vidare av Stirner, en samtida till Proudhon. Proudhon och Warren förespråkade mutualistisk ekonomi, medan Stirner mer förespråkade ett slags existentialism. Vid denna tid fanns ingen skillnad mellan individualism och kollektivism, även om Stirner kritiserade Proudhon för hans socialism.
Delningen mellan individualism och kollektivism i rörelsen kom först senare med Michail Bakunin. Proudhon var den första anarkistiska tänkare som öppet kallade sig för anarkist. Han blev en oerhört viktig influens för senare anarkistiska riktningar, och av många anses han vara den främste.

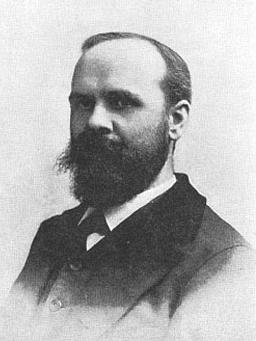
Benjamin Ricketson Tucker (1854–1939).

I USA utvecklades anarkismen initialt oberoende av den europeiska rörelsen, där den uppdelades i en fåra med betoning på naturrätt som bas, med tänkare som Lysander Spooner och Henry David Thoreau, och en med betoning på mutualism, med tänkare som Josiah Warren m.fl. under 1800-talet. Benjamin Tucker syntetiserade senare Warrens och Proudhons mutualism med Stirners egoism, varvid individualanarkismen tog ett steg från den sociala anarkismen, men också ett steg från den tidigare naturrättsfåran, som dock finns kvar i rörelsen och även återfinns i grön anarkism.

### Kända individualanarkistiska tänkare

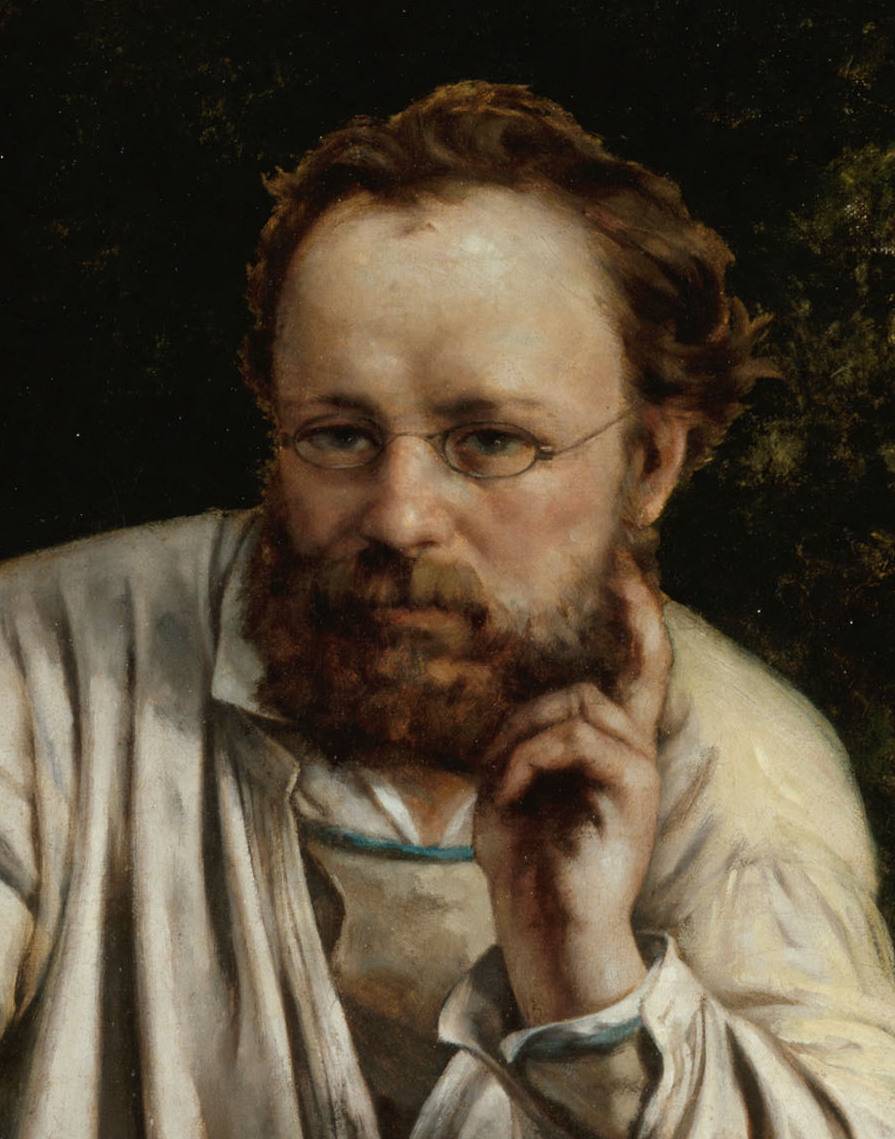
Pierre-Joseph Proudhon (1809–1865).

- William Godwin
- Max Stirner
- Henry David Thoreau
- Pierre-Joseph Proudhon
- Anselme Bellegarrigue
- Josiah Warren
- Lysander Spooner
- William Batchelder Greene
- Ezra Heywood
- Stephen Pearl Andrews
- Benjamin Tucker
- Victor Yarros
- Oscar Wilde
- John Henry Mackay
- James L Walker
- Joshua K. Ingalls
- Gustav Landauer
- Renzo Novatore
- Silvio Gesell
- Joseph Labadie
- Steven T. Byington
- B. Traven
- Emile Armand
- Laurence Labadie
- Enrico Arrigoni
- Sidney Parker
- Robert Anton Wilson
- Tarjei Straume
- Larry Gambone
- Joe Peacott
- Kevin Carson

### Teori
- What is Property? - Pierre Joseph Proudhon (1840)
- Den ende och hans egendom - Max Stirner (1844)
- Individual Liberty - Benjamin Tucker (1881–1908)
- The Philosophy of Egoism - James L. Walker
- The Natural Economic Order - Silivio Gesell (1906)
- What is Mutualism? - Clarence Lee Swartz (1927)
- Studies in Mutualist Political Economy - Kevin A. Carson (2007)

### Övrigt
- Max Stirner och den ungsocialistiska rörelsen i Sverige
- Black Crayon